# Нова (Аліковський район)
Но́ва (рос. Новая, чув. Çĕнушкăнь) — присілок у складі Аліковського району Чувашії, Росія. Входить до складу Шумшеваського сільського поселення.
Населення — 114 осіб (2010; 125 у 2002).
Національний склад:
- чуваші — 99 %